# Attentat de l'hôtel Brink
L'attentat de l'hôtel Brink à Saïgon, future Hô Chi Minh-Ville, est un attentat à la voiture piégée réalisé par le Front national de libération du Sud Viêt Nam (Việt Cộng) dans la soirée du 24 décembre 1964 au cours de la guerre du Viêt Nam. Deux agents du Việt Cộng font exploser une voiture piégée sous l'hôtel, qui abritait des officiers de l'armée américaine. L'explosion tue deux Américains, un officier et un sous-officier, et blesse environ 60 personnes, dont du personnel militaire et des civils vietnamiens.
L'objectif de cette attaque était double : d'abord, démontrer la capacité du Việt Cộng à viser une installation américaine dans le centre de la capitale fortement gardée pour prouver leur capacité à attaquer le Sud-Viêt Nam dans le cas où les États-Unis décideraient de lancer des raids aériens contre le Nord-Viêt Nam ; ensuite, démontrer aux Sud-Vietnamiens que les Américains étaient vulnérables et ne pouvaient les protéger.
L'attaque déclencha des débats au sein de l'administration du président américain Lyndon B. Johnson. La plupart de ses conseillers étaient en faveur d'une réplique militaire incluant des bombardements du Nord-Viêt Nam et l'envoi de troupes américaines au sol, mais Johnson préférait poursuivre la stratégie déjà en cours, à savoir former l'armée de la République du Viêt Nam pour protéger le Sud-Viêt Nam du Việt Cộng. En définitive, Johnson décida de ne pas répliquer.